# Tongche Xiang
Tongche Xiang (kinesiska: 桶车乡) är en socken i Kina. Den ligger i provinsen Hunan, i den södra delen av landet, omkring 360 kilometer nordväst om provinshuvudstaden Changsha. Antalet invånare är 11637. Befolkningen består av 5 480 kvinnor och 6 157 män. Barn under 15 år utgör 24,0 %, vuxna 15-64 år 64 %, och äldre över 65 år 11,0 %.
Genomsnittlig årsnederbörd är 1 711 millimeter. Den regnigaste månaden är maj, med i genomsnitt 288 mm nederbörd, och den torraste är december, med 22 mm nederbörd.